# Desert Speedtrap
Desert Speedtrap est un jeu vidéo de plates-formes sorti en 1994 sur Game Gear et Master System. Le jeu a été développé par Probe Entertainment et édité par Sega. Il est basé sur la série de dessins animés Bip Bip et Coyote.